# Femme juive aux citrons
Femme juive aux citrons est une peinture à l'huile sur toile réalisée par Aleksander Gierymski en 1881. Le personnage qui y figure est le même que sur l'huile sur toile Femme juive aux oranges, du même artiste.

## Description
Cette œuvre est exécutée à Varsovie et montre une résidente juive du quartier pauvre de Powiśle, dans cette ville. Elle vend des citrons et regarde le spectateur dans les yeux, âgée et fatiguée, son regard peut exprimer la tristesse. Les couleurs froides indiquent une saison tardive, peut-être l'automne. Ce tableau s'inscrit dans le réalisme.